# Пейдж, Джимми
Джеймс Па́трик Пейдж (англ. James Patrick Page; 9 января 1944, Хестон, Лондон), более известный как Джи́мми Пейдж (Jimmy Page) — британский рок-музыкант, аранжировщик, композитор, музыкальный продюсер и гитарист, стоявший у истоков Led Zeppelin. До этого был известен как сессионный гитарист и участник The Yardbirds (c конца 1966 до 1968 года). Пейдж считается одним из величайших и самых влиятельных гитаристов всех времён. Журнал Rolling Stone назвал Пейджа «понтификом пауэр-риффов» и поставил его на третье место в своём списке «100 величайших гитаристов всех времён» после Джими Хендрикса и Эрика Клэптона (в 2011 году; до этого он также был включён в список 2003 года того же журнала на 9 месте). В 2010 году он занял второе место в списке Gibson «50 лучших гитаристов всех времён», а в 2007 году — четвёртое место в списке «100 величайших гитарных героев» журнала Classic Rock. Его дважды вводили в Зал славы рок-н-ролла: один раз как участника Yardbirds (1992) и один раз как члена Led Zeppelin (1995).

## Биография
Джеймс Патрик Пейдж родился 9 января 1944 года в Хестоне (Heston), западном пригороде Лондона, в семье менеджера и секретарши доктора. В 1952 году семья переехала на Майлз-роуд в Эпсоме. Пейдж пошёл в школу в пять лет; до этого у него не было друзей-сверстников. Он вспоминал:

Эта ранняя изолированность, возможно, повлияла на формирование моего характера. Одиночка. Многие не способны существовать сами по себе. Их это пугает. Меня одиночество не беспокоит вообще. Оно придаёт мне ощущение безопасности.
— Из интервью Джимми Пейджа журналу Rolling Stone, 1975
В 12 лет Пейдж впервые взял в руки гитару, старую испанскую акустику, найденную им на чердаке своего дома. Поначалу инструмент не заинтересовал мальчика; захотел научиться играть на нём он, когда услышал песню Элвиса Пресли «Baby, Let’s Play House». «Парень в школе показал мне аккорды и — пошло-поехало», — вспоминал Пейдж.
Получив первые уроки игры в музыкальной школе в близлежащем Кингстоне, он приступил затем к усиленному самообразованию. Первыми гитаристами, оказавшими влияние на его стиль игры, были Скотти Мур и Джеймс Бёртон, игравшие с Элвисом Пресли. «Baby Let’s Play House» была одной из любимых вещей юного Пейджа. Постепенно вокруг одарённого гитариста стало собираться настоящее музыкальное общество, члены которого впоследствии обрели, как и он сам, широкую известность (Эрик Клэптон, Джефф Бек).

### Начало карьеры
На 14-летие родители подарили Джеймсу первую электрогитару, чехословацкую Jolana Grazioso, дешёвую копию гитары «Fender Stratocaster». Пейдж занимался на ней круглыми сутками, даже в школе. Однако там не оценили стремлений юного Джимми к музыке и гитару конфисковывали до конца каждого учебного дня.
К этому же времени относятся и его первые успехи: так, он выступил на Би-би-си, сыграв со своей группой кавер-версии некоторых кантри- и скиффл-песен.
В 1959—1960 годах Пейдж достаточно окреп музыкально для того, чтобы отправиться на первые гастроли, и был приглашён в группу Neil Christian & The Crusaders. Покинув ансамбль по состоянию здоровья, Пейдж поступил в художественный колледж, но занятий музыкой не прекратил.
В начале 1960-х годов, бросив учёбу, начал карьеру сессионного музыканта, накапливая опыт и оттачивая техническое мастерство.

Пейдж восхищался первым альбомом Берта Дженша (Bert Jansch, 1965): «Одно время я был совершенно одержим Бертом Дженшем. Когда я впервые услышал тот диск, я не мог поверить. Он было настолько далеко впереди того, что делали остальные. Никто в Америке не мог дотянуться до этого.}}".
Пейдж был сессионным музыкантом в группе Дэвида Боуи.

#### The Kinks: «You Really Got Me»
В числе групп, с которыми он записывался, были The Kinks. Согласно одной из версий, именно он записал гитарные партии для песен «You Really Got Me» и «All Day and All of the Night»; это позволило журналу Guitar World заявить, что «…если Джимми Пейдж действительно сыграл рифф „You Really Got Me“, то это значит, что именно он, и именно в тот момент изобрёл хеви-метал». Согласно конкурирующей версии, всё это — не более, чем «знаменитый миф»; утверждалось, что опровергали это утверждение не только братья Дэвисы, но и сам Пейдж.
Между тем, и продюсер Шел Талми, и Джон Лорд подтверждают участие Пейджа в записи: первый утверждает, что гитарист исполнил партию ритм-гитары, второй — что тот сыграл соло.

#### The Yardbirds
В феврале 1965 года вышел сольный сингл Пейджа «She Just Satisfies»/«Keep Moving».
В 1966 году Пейдж предпринял решительный шаг: вернулся на рок-сцену в качестве бас-гитариста группы The Yardbirds, где ведущим гитаристом был его старый знакомый Джефф Бек, с которым спустя год он разделил место лидер-гитариста. В итоге Бек покинул состав, оставив его на попечение Пейджа, а в 1968 году группа распалась окончательно. Права на её название сохранили Пейдж и менеджер Питер Грант (называемый также «пятым» зеппелином).
Чтобы выполнить оставшиеся концертные обязательства, Пейдж (по настоятельному совету Гранта) взялся за формирование нового состава: в этот момент свои услуги ему предложил Джон Пол Джонс, бас-гитарист, клавишник и аранжировщик, с которым он познакомился во время студийной работы, в частности, над альбомом Донована. Состав, доукомплектованный вокалистом Робертом Плантом (которого порекомендовал Терри Рид) и барабанщиком Джоном Бонэмом (его, в свою очередь, настоятельно порекомендовал Плант), провёл турне по Скандинавии под названием The New Yardbirds, а затем — по предложению Кита Муна — изменил название на Led Zeppelin.
Компания Atlantic Records подписала контракт с группой во многом благодаря репутации Джимми Пейджа, за творчеством которого руководители лейбла следили с 1964 года, когда тот впервые побывал в Нью-Йорке и лично познакомился с исполнительным директором Джерри Векслером, авторским дуэтом Либер и Столер и многими другими ключевыми фигурами.

### Led Zeppelin

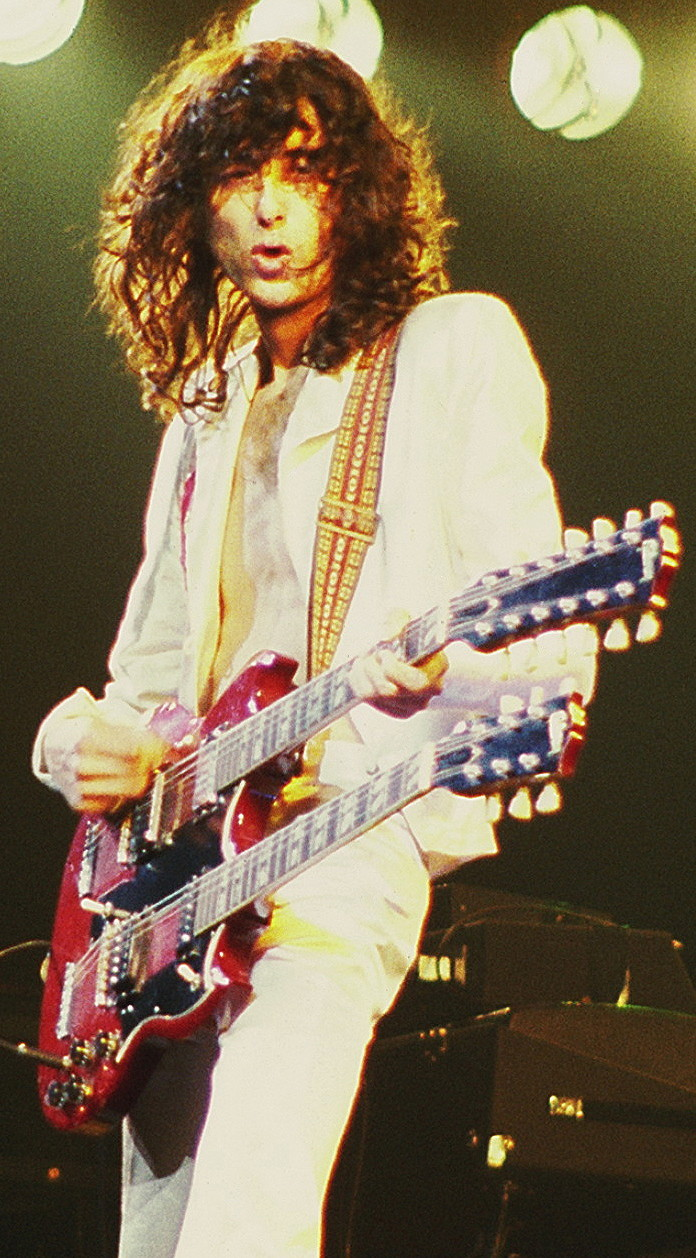
Джимми Пейдж на концерте Led Zeppelin, 1977 год

Все идеи, которые не удалось реализовать в Yardbirds, Пейдж перенёс в Led Zeppelin, собственными усилиями создав уникальный стиль группы, в котором каждый из участников сумел реализовать свои самые сильные качества. Практически каждый трек первых четырёх альбомов группы считается[кем?] гитарной классикой (Джонни Рамон говорил, что свой стиль выстроил на основе одного риффа — «Communication Breakdown»; то же значение для Эдди Ван Халена (по его собственному признанию) имел «Heartbreaker» из второго альбома). Гитарное соло Пейджа в «Stairway to Heaven» возглавило списки лучших гитарных соло журналов Guitar World и Total Guitar. Журнал Creem признавал его лучшим гитаристом мира в течение пяти лет подряд.
Постоянно экспериментируя со звуком, Пейдж-продюсер сделал в студии несколько открытий и использовал многие эффекты впервые в истории.
В The Yardbirds Микки Мост постоянно заставлял нас записывать совершенно ужасные вещи. Каждый раз говорил: «Да ладно, просто попробуйте: не понравится, не станем выпускать» — и, конечно же, эти записи всегда выпускались. (Смех.) И вот однажды записывали мы «Ten Little Indians», тупейшую песенку с ужасно аранжированной духовой секцией. Звучало всё отвратительно. Отчаявшись хоть как-то спасти запись, я предложил: «Переверните плёнку — и запишите эхо духовых инструментов на свободную дорожку. Затем переверните плёнку в прежнее положение — эхо будет опережать сигнал». Получилось интересно: возникло ощущение, что песня звучит задом наперёд.
Позже, когда мы записывали «You Shook Me», я попросил звукоинженера Глина Джонса использовать опережающее эхо в конце. «Джимми, это сделать невозможно», — заявил он. «Возможно! Я это уже делал!», — говорю. Он заупрямился, и я просто приказал: мол, я тут продюсер, делай, что говорю. С величайшей неохотой он проделал все, что требовалось, но, когда мы заканчивали сведение, он стал отказываться поднять фейдер, чтобы я смог услышать результат. Пришлось накричать на него: «Поднимай сейчас же этот чёртов фейдер!» Эффект сработал идеально. На Глине лица не было. Он просто не мог смириться с тем, что кто-то знает нечто, чего он сам не знал, особенно если это кто-то из музыкантов. Надутый козёл!
Самое интересное, после этого Глин записывал альбом 'Rolling Stones, и что же мы там услышали? Опережающее эхо! Не сомневаюсь в том, что все авторство этого эффекта он приписал себе. — Джимми Пейдж, Guitar World.

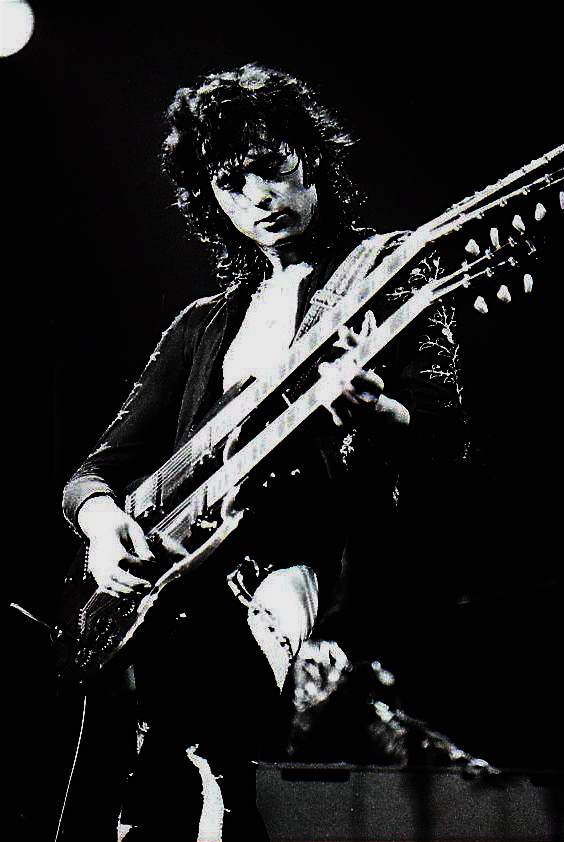
Джимми Пейдж в Led Zeppelin

В процессе работы над первым альбомом Пейдж использовал 1958 Telecaster и 10-струнную педал-стил-гитару Fender 800. Начиная со второго альбома и далее его основным инструментом стал Gibson Les Paul с набором усилителей Marshall. Позднее он не раз возвращался к Фендеру — в частности, на нём исполнил соло в «Stairway to Heaven». Для партий слайд-гитары Пейдж использовал Danelectro DC-59. В числе эффектов, использовавшихся им в студии, были Vox AC30, фуззбокс Sola Sound Tone Bender Professional MKII («How Many More Times»), терменвоксом и педаль вау-вау (с последней он обращался не так, как это делали Джими Хендрикс и современники, а по-своему: каждый раз вжимая её в дальнее положение для получения более заострённого звука).
Сенсацию произвела использованная Пейджем в «Dazed and Confused» и «How Many More Times» техника смычковой игры на гитаре, которой он овладел в бытность свою сессионщиком. До Пейджа так играл Эдди Филипс, гитарист The Creation, но гитарист Led Zeppelin (в MTV Rockumentary) рассказал о том, что перенял эту технику у другого сессионного музыканта, Дэвида Маккаллума-старшего. Игра Пейджа смычком в «Dazed and Confused» была усилена эхом: для этой цели он использовал ревербератор EMT — записанный эффект отделил на отдельную дорожку и ввёл затем в микс, создав эхо-эффект.
Пейдж говорил (в интервью Guitar World 1993 года), что сознательно менял звукоинженеров для работы с альбомами группы (Глин Джонс, Эдди Креймер, Энди Джонс и др.), чтобы у тех не появилось повода позже заявить, что это они создали звучание группы.
Джимми Пейдж всегда носил с собой портативный кассетный магнитофон, на который записывал появлявшиеся идеи: именно благодаря привычке гитариста группы прослушивать старые риффы и формировать из них новые сочетания в репертуаре Led Zeppelin появились такие вещи, как «The Song Remains The Same» и «Stairway to Heaven».
Одной из самых своих «плотных» продюсерских работ Пейдж называл альбом Houses of the Holy; напротив, Physical Graffiti был в этом смысле почти импровизированным: Пейдж принял сознательное решение отказаться от излишне «полированного» звука. Здесь появились спонтанные записи, например, песня «In My Time of Dying». Пейдж говорил, что это — самый личный альбом группы, словно бы приглашавший слушателя во внутренний мир музыкантов.
Во многом определяющей для звучания поздних Led Zeppelin явилась идея посетить Марокко. Она возникла у Пейджа после продолжительной дискуссии с Уильямом Берроузом в редакции журнала Crawdaddy! — в частности, той её части, где речь шла о гипнотической стороне рока и параллелях его с арабской культурой.
Приведя в качестве примера такой связи цеппелиновскую «Black Mountain Side», Берроуз и посоветовал гитаристу группы отправиться в Марокко и исследовать музыкальную культуру страны непосредственно.
Своим любимым альбомом группы Пейдж называл Presence, — «возможно потому, что он был записан при почти невозможных обстоятельствах»: Плант в тот момент находился в гипсе, было неизвестно, сможет ли он ходить вообще, и будущее группы было под вопросом. «Это — отражение пика наших эмоций. Там нет акустических песен, ничего клавишного, ничего мягкого», — говорил Пейдж.
Кроме того, группа находилась в цейтноте. Альбом был сделан за 18 дней и в среднем музыканты работали по 18—20 часов в сутки.

Это было особенно изнурительно, потому что никто больше не приносил песенных идей. Пришлось мне придумывать все эти риффы: именно поэтому Presence насыщен такой гитарной тяжестью. Но я никого не виню. Мы все находились в унынии… Наше настроение идеально подытоживал текст «Tea For One». — Джимми Пейдж, Guitar World, 1993.

«Как только группа заканчивала записываться, мы с звукоинженером Кейтом Харвудом начинали микшировать, пока не падали и не засыпали. Потом тот, кто просыпался первым, будил второго и мы продолжали работать, пока снова не вырубались», — вспоминал Пейдж. Гитарист рассказывал, что мог бы потребовать от записывающей компании больше времени на работу, но… «не хотел, чтобы все тянулось бесконечно. Обстоятельства были таковы, что я чувствовал: если дело затянется, может прокрасться негативный, разрушительный элемент. Эта спешка позволила нам создать интересный альбом», — говорил он в интервью журналу Guitar World.

#### Звучание ударных
Пейдж всегда восторженно отзывался о технике работы Джона Бонэма, однако особое, «громоподобное» звучание барабанов — заслуга его как продюсера. Пейдж рассказывал, что считает одним из своих главных продюсерских достижений выявление нового, «пространственного» звука, чего до него сделать никто не пытался:

Ещё играя на студийных сессиях, я заметил, что звукоинженеры всегда выставляют микрофон басового барабана к головной части. Барабанщик мог после этого стараться изо всех сил, но звучал всё равно как если бы колотил по картонной коробке. Я обнаружил, что если отдалить микрофоны от установки, звук получает пространство для вздоха, словно бы разрастается. Я продолжал исследовать и расширять возможности такого подхода до тех пор, пока мы не начали разносить микрофоны в коридоры — так, например, возникло звучание «When The Levee Breaks»: в результате поиска пространства, чтобы вытянуть из ударных самый выигрышный звук.Оригинальный текст (англ.)When I was playing sessions, I noticed that the engineers would always place the bass drum mic right next to the head. The drummers would then play like crazy, but it would always sound like they were playing on cardboard boxes. I discovered that if you move the mic away from the drums, the sound would have room to breathe, hence a bigger drum sound. I kept exploring and expanding that approach, to the point that we were actually placing mics in hallways, which is how we got the sound on «When The Levee Breaks». That was purely in the search for ambience and getting the best out of the drums.
— Джимми Пейдж, Интервью Guitar World, 1993.
Пейдж отрицал предположения, что энтузиазм музыкантов к моменту выхода альбома In Through the Out Door стал иссякать. По его словам они с Бонзо уже начали обсуждать более тяжёлый, роковый альбом, который последует за этим. «Мы оба чувствовали что In Through the Out Door был несколько мягковат. Мне совсем не по душе была „All of My Love“. Что-то не так было в рефрене. Воображая реакцию зрителей, я говорил себе: это не мы, это не мы… Для своего времени <альбом> был неплох, но я не хотел продолжать это направление в будущем».

### Увлечение оккультизмом
В начале 1970-х годов Джимми Пейдж приобрёл в Лондоне магазин-издательство оккультной литературы «The Equinox Booksellers and Publishers», располагавшийся на Кенсингтон-Хай-стрит. О том, что владелец всерьёз относился к собственной миссии, свидетельствует хотя бы тот факт, что факсимильное издание «The Goetia» Алистера Кроули было перевыпущено здесь в суперобложке из верблюжьей кожи, повторявшей обложку оригинала.
Появление четырёх символов на обложке четвёртого альбома Led Zeppelin также связывалось с оккультными устремлениями гитариста группы. Принято считать[кем?], что каждый знак символизирует одного из участников группы.
В ходе гастролей после выхода альбома Led Zeppelin IV Пейдж стал появляться на сцене в так называемом «костюме Дракона», на котором были изображены зодиакальные знаки (Козерог, Скорпион и Рак) наряду с его персональным символом «ZoSo». Смысл последнего остаётся неясным, хоть и известно, что Пейдж заимствовал его из книги «Ars Magica Arteficii» (1557) алхимика Дж. Кардана, трактовавшего это изображение как зодиакальный коллаж. Но есть мнение (отражённое, в частности, в словаре «Dictionary of Occult, Hermetic and Alchemical Sigils» Фреда Геттингса, 1982), что это стилизация «666», использованная Алистером Кроули в «Эквиноксе».
С увлечением Пейджа оккультизмом многие связывают оформление обложки Led Zeppelin IV, в основу которого легла репродукция картины Баррингтона Колби, созданной по мотивам образов карты Таро «Отшельник». (Именно в этот образ Пейдж трансформируется в одном из фрагментов фильма «The Song Remains the Same».) Источником кривотолков явилась и эмблема Swan Song Records (лейбла, запущенного Led Zeppelin 10 мая 1974 года), образ которой повторял сюжет картины «Evening: Fall of Day» (1869) художника Вильяма Риммера, изображавшей Аполлона, бога света и разума (в других трактовках — Икара, а также Люцифера).
В ходе слушаний, проводившихся в 1980-х годах организацией PMRC (Parents Music Resource Center), созданной Типпер Гор, всплыли на поверхность и давние обвинения в адрес «Stairway to Heaven», текст которой якобы содержит изнаночные сатанинские послания (так называемые «backwards masking») — в куплете, начинающемся со слов: If there’s a bustle in your hedgerow… К однозначному выводу инициаторы дискуссии так и не пришли.
Скандалом закончилось сотрудничество Пейджа с кинорежиссёром (и другим почитателем Кроули) Кеннетом Энгером, заказавшим ему звуковую дорожку к своему фильму «Lucifer Rising». Тот факт, что вместо полноформатного саундтрека Пейдж произвёл на свет за три года работы лишь «23 минуты электронного гула» (музыка создавалась на гитаре, пропущенной через синтезатор) возмутил Энгера, и тот обрушился на гитариста с многочисленными упрёками. Помимо всего прочего, он обвинил Пейджа в том, что тот профанирует сатанизм и слишком предпочитает Люциферу «белую леди» (кокаин). Пейдж выступил с опровержениями, указав, в частности, что позволял Энгеру снимать фрагмент фильма в подвале своего лондонского дома Тауэр-хаус. Это неоконченное произведение Джимми Пейджа было выпущено компанией Boleskine House Records 19 июня 1987 года на синем виниле.
При том, что Пейдж был страстным коллекционером книг Кроули, он никогда не называл себя телемитом, не являлся участником O.T.O. и дистанцировался от оккультизма. Книжный магазин The Equinox, как и особняк Болскин-хаус, были проданы в 1980-х годах, после того как Пейдж обзавёлся прочной семьёй и посвятил себя благотворительной деятельности.

### После распадаLed Zeppelin
После смерти барабанщика Джона Бонэма в 1980 году Джимми Пейдж занялся сольной карьерой и начал выступать с разными исполнителями на многочисленных благотворительных мероприятиях. В марте 1981 года он дал концерт с Джеффом Беком в Хаммерсмит-Одеон, после чего провёл серию концертов в поддержку фонда A.R.M.S. (Action Research for Multiple Sclerosis) — после того, как стало известно о болезни Ронни Лейна из The Small Faces. Две композиции Пейджа (записанные при участии Стива Уинвуда, Джеффа Бека и Эрика Клэптона) вошли в звуковую дорожку к фильму «Death Wish II» (три года спустя и третий фильм этой серии вышел с музыкой, написанной и записанной гитаристом).
На концерте в Мэдисон-сквер-гарден к Джимми Пейджу присоединился вокалист Пол Роджерс, с которым они позже образовали The Firm. Пейдж, по свидетельству очевидцев, выглядел крайне истощённым, поскольку незадолго до этого полностью избавился от пристрастия к героину — после семилетней зависимости.
В 1981 году Пейдж, басист Крис Сквайр и ударник Алан Уайт (оба из Yes) образовали супергруппу XYZ (аббревиатура расшифровывалась как «экс-Yes-Zeppelin»). Проведя несколько репетиций, музыканты решили отказаться от дальнейшей совместной деятельности, но некоторые записи были выпущены бутлегом, из которого явствует, что часть подготовленного здесь материала позже вошла в репертуар The Firm («Fortune Hunter»), а также Yes («Mind Drive», «Can You Imagine?»). В 1984 году Пейдж сыграл на концерте Yes в Дортмунде, Германия, — в песне «I’m Down».
С Роем Харпером Пейдж записал альбом Whatever Happened to Jugula? и дал несколько концертов — в основном на небольших фолк-фестивалях — под псевдонимами The MacGregors и Themselves.
В том же году гитарист возобновил сотрудничество с бывшими коллегами: с Робертом Плантом он образовал краткосрочный проект The Honeydrippers (выпустив одноимённый альбом), с Джоном Полом Джонсом создал звуковую дорожку к фильму «Scream for Help». С Полом Роджерсом (экс-Bad Company, Free) Джимми Пейдж образовал The Firm, группу, записавшую два альбома: The Firm (#17 Billboard Pop Albums Chart) и Mean Business (1986).
В числе музыкантов, с которыми Пейдж сотрудничал в середине 1980-х годов, были Грэм Нэш, Стивен Стиллз, Box of Frogs, The Rolling Stones (сингл «One Hit (to the Body)» 1986 года). В эти годы Пейдж работал в основном в собственной студии The Sol в Кукхеме, которую он купил у Гаса Данджена в начале 1980-х годов. Здесь же им был записал первый сольный альбом Outrider.
В 1985 году трое участников Led Zeppelin реформировали группу (пригласив к участию Фила Коллинза и Тони Томпсона — за ударными) для выступления на Live Aid (1985). Качество выступления участников группы не удовлетворило, и они оказались единственными из участников мероприятия, кто попросил не включать запись их сета в юбилейный DVD, посвящённый 20-летию со дня проведения концерта.
В том же году Пейдж написал музыку к фильму «Жажда смерти 3».
В 1986 году Пейдж вместе с бывшими участниками The Yardbirds принял участие в записи альбома «Strange Land» группы Box of Frogs.
Два года спустя Led Zeppelin собрались вновь для выступления на концерте, посвящённом 40-летию Atlantic Records, который состоялся 14 мая 1988 года. В 1990 году Пейдж и Плант выступили на благотворительном концерте в поддержку Nordoff-Robbins Music Therapy Centre, исполнив «Misty Mountain Hop», «Wearing and Tearing» и «Rock and Roll».
В 1993 году Пейдж и Дэвид Ковердейл записали совместный диск (проект Coverdale-Page), чем вызвали сенсацию и огромные ожидания во всём мире, однако планы большого мирового турне после записи альбома были реализованы лишь в скромном однонедельном турне по Японии в декабре 1993 года, после чего их творческие пути опять разошлись.
В 1994 году Пейдж и Плант записались для MTV Unplugged: полуторачасовой сет вышел под заголовком Unledded и его премьера получила рейтинг величайший в истории MTV. В октябре того же года вышел CD No Quarter: Jimmy Page and Robert Plant Unledded, а в 2004 году — DVD «No Quarter Unledded». После успешного турне в поддержку «No Quarter», Пейдж и Плант записали альбом Walking into Clarksdale (1998).
Начиная с 1990 года Пейдж активно занимался ремастерингом бэк-каталога Led Zeppelin, время от времени появляясь в благотворительных концертах, в частности, в поддержку Children Trust — фонда, основанного его женой Хименой Гомес-Паратча.
В 1998 году Пейдж исполнил гитарную партию в треке Паффа Дэдди «Come with Me» (здесь же был использован семпл «Kashmir»), включённом затем в саундтрек блокбастера «Godzilla». Позже оба появились с этой песней в программе Saturday Night Live.
В 1999 году Пейдж приступил к сотрудничеству с The Black Crowes, записав с группой концертный двойной альбом. В 2001 году Пейдж с участниками Limp Bizkit и Puddle of Mudd на церемонии вручения MTV Europe Video Music Awards во Франкфурте исполнили версию «Thank You».

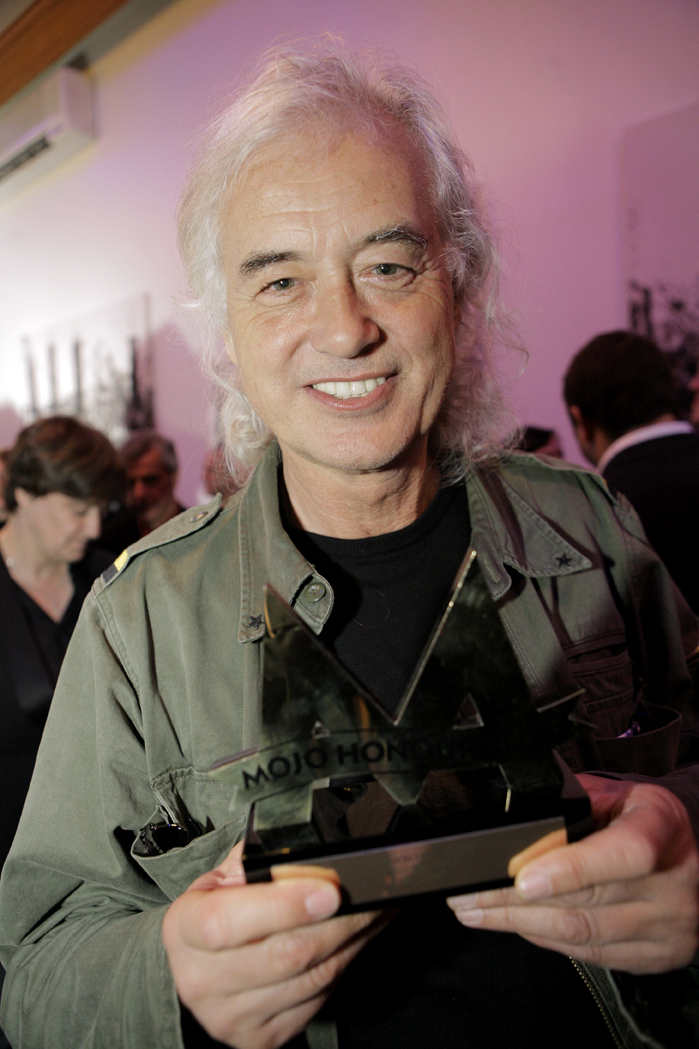
Джимми Пейдж с наградой Mojo в 2007 году

В 2005 году Джимми Пейдж был награждён Орденом Британской Империи (в качестве признания его благотворительной деятельности в Бразилии), а также стал почётным гражданином Рио-де-Жанейро. В том же году он получил «Грэмми». В ноябре 2006 года Led Zeppelin были введены в UK Music Hall of Fame, в ходе церемонии Пейдж произнёс краткую благодарственную речь, транслировавшуюся по телевидению, после чего австралийская группа Wolfmother исполнила в качестве трибьюта «Communication Breakdown».
10 декабря 2007 года трое участников Led Zeppelin вместе с сыном барабанщика Led Zeppelin Джейсоном Бонэмом выступили на лондонской арене O2: концерт получил восторженные отклики и явился причиной многочисленных домыслов о возрождении Led Zeppelin.
20 июня 2008 года Пейдж получил почётную докторскую степень Университета графства Суррей — за свои заслуги перед музыкальной индустрией.
На церемонии закрытия Олимпийских игр 2008 года Джимми Пейдж, Дэвид Бекхэм и Леона Льюис представляли Великобританию: Бекхэм въехал на стадион в даблдекере, Пейдж и Льюис исполнили «Whole Lotta Love».
В 2012 году Джимми Пейдж вместе с Робертом Плантом и Джоном Пол Джонсом приняли участие в пресс-конференции в Нью Йорке, на которой был объявлен выпуск live-альбома с выступления Led Zeppelin на О2 Arena 10 декабря 2007 года.
В 2014 году Пейдж активно занялся переизданием всей дискографии Led Zeppelin. В июне 2014 состоялся выход ремастеринг-версий Led Zeppelin I, II и III. В конце октября того же года были переизданы четвёртый и пятый альбомы группы, IV и Houses of the Holy. Выход Physical Graffiti был намечен на 24 февраля 2015, остальных — Presence, In Through the Out Door и Coda — на конец мая 2015 года.
В 2015 году, согласно официальным заявлениям, Джимми Пейдж планировал проведение мирового турне вместе с гитаристом и вокалистом Soundgarden Крисом Корнеллом.
В 2018 году совместно с Робертом Плантом и Джоном Пол Джонсом выпустил первую официальную книгу-автобиографию о Led Zeppelin.

## Признание
В 2003 году журнал Rolling Stone включил Пейджа в список 100 величайших гитаристов всех времен, поместив его на 9 место. В 2011 году журнал Rolling Stone снова включил его в свой список величайших гитаристов, на этот раз на 3 месте, уступив лишь Джими Хендриксу и Эрику Клэптону.
В 2007 году Пейдж получил награду Classic Rock Awards в номинации Living Legend Award (Живая Легенда).
По результатам опроса, проведённого в 2008 году американской радиостанцией Chop Shop среди музыкальных экспертов, Джимми Пейдж был назван величайшим гитаристом всех времён.
В 2009 году Джимми Пейдж был включён в список величайших гитаристов всех времен британским журналом Classic Rock.
В 2013 году Джимми Пейдж и Джон Пол Джонс награждены музыкальной премией ECHO за достижения в области музыки.

## Дискография
С тех пор, как Led Zeppelin распались в 1980 году, Джимми Пейдж также участвовал в многочисленных сольных и групповых проектах.

### Студийные альбомы
- 1985 — Whatever Happened to Jugula?
- 1988 — Outrider
- 1993 — Coverdale•Page
- 1998 — Walking into Clarksdale

### Концертные альбомы
- 1994 — No Quarter
- 2000 — Live at the Greek

### Саундтреки
- 1982 — Death Wish II
- 2012 — Lucifer Rising and Other Sound Tracks

## Фильмография
- 1976 — «Песня остаётся всё такой же» / The Song Remains The Same — Джимми Пэйдж
- 2009 — «Приготовьтесь, будет громко» / It might get loud — Джимми Пэйдж